# Sam Mennenga
Samuel Mennenga, detto Sam (Auckland, 12 dicembre 2001), è un cestista neozelandese.

## Carriera

### Nazionale
Nel 2022 ha disputato, con la nazionale neozelandese, i Campionati asiatici, conclusi al terzo posto finale.